# Anders Salenius (lexikograf)
Anders Gustaf Gotthard Salenius, född 25 maj 1815 i Hammars socken, död 9 juni 1896 i Kjula socken, var en svensk präst och lexikograf.
Anders Salenius var son till bergsmannen och riksdagsmannen Anders Andersson i Skyrsta. Han blev student vid Uppsala universitet 1835, prästvigdes i Strängnäs 1839 och blev filosofie kandidat vid Uppsala universitet 1845 samt promoverades där samma år till filosofie doktor. Han utnämndes 1860 till kyrkoherde i Kjula socken och var kontraktsprost där 1872–1886. Salenius var en utpräglat praktisk natur och utövade en gagnande verksamhet i sin församling. Förutom ett antal mindre andliga skrifter utgav Salenius en Latinsk.svensk ordbok (1873, 6:e tryckningen 1928), som kom att brukas långt in på 1900-talet.